# 芝浦球場

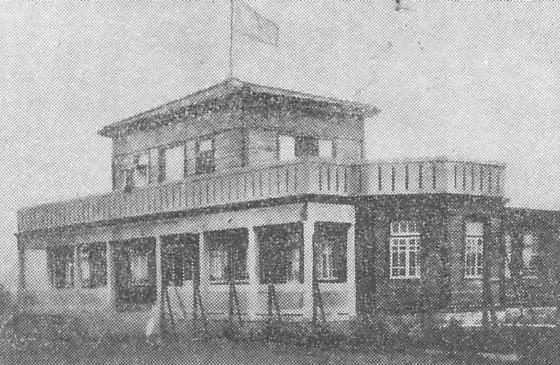
芝浦球場のクラブハウス

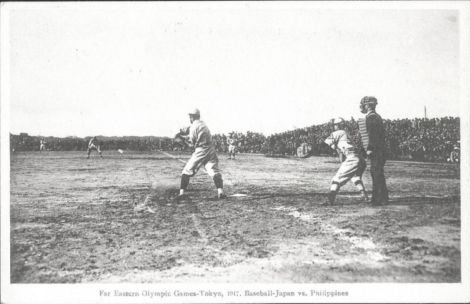
第3回極東選手権競技大会における日本（早大野球部）対フィリピンの野球競技

芝浦球場（しばうらきゅうじょう）は、かつて東京府東京市芝区芝浦町一丁目（現・東京都港区海岸三丁目）にあった野球場。日本初のプロ野球球団である日本運動協会の本拠地であった。

## 歴史
1920年に早稲田大学野球部OBの河野安通志、押川清、橋戸信らが中心となって日本初のプロ野球球団である日本運動協会が設立され、1921年3月に日本運動協会の本拠地として開場した。
日本運動協会は結成から約1年間試合を行わなかったため、当初は早稲田大学野球部のOBチームである稲門倶楽部と慶應義塾大学野球部のOBチームである三田倶楽部との試合がメインイベントであった。1922年からは、日本運動協会対早稲田大学野球部の試合を最初に、日本運動協会の試合が多く行われるようになる。
以後も、三田倶楽部対大リーグ選抜戦（太平洋戦争前で唯一の、アメリカのプロチームに日本のチームが勝利した試合）や、日本運動協会対天勝野球団戦（日本国内初の、プロ球団同士の試合）が行われるなど順調だったが、1923年9月1日、関東大震災の被害に遭う。地震自体には耐えたものの、戒厳司令部によって救援物資の集積場として徴発され、柵やスタンドなどの設備は取り壊されてしまった。当初は非常時のためやむを得ないとしていた日本運動協会だったが、秩序が回復した1924年1月になっても、返却されるどころかグラウンド上に倉庫が建設されるに及んで、興行の継続を不可能として解散を決断。そのまま芝浦球場も消滅した。

## 施設概要
スポーツ雑誌『運動界』の大正10年8月号には芝浦球場の鳥瞰図が描かれている。この図が正しいとすればグラウンドは両翼が約90mの正方形に近い形をしており、中堅は約125mであったと推測される。中堅の後方にはスコアボードが設置されていた。
バックネット裏と一、三塁線の外には木造のスタンドがあり、それぞれ約2000人、合計で約6000人を収容できた。外野の立ち見席まで含めれば球場全体で約20000人を収容できたとされる。また、スタンドの一部は男子禁制、入場料無料の「婦人席」とされていた。試合開始などの合図はサイレンではなく、ホームスタンド横にかけられた鐘を鳴らすことによって行われた。
左翼の塀にはタバンという舶来時計の広告があり、これに打球を当てた選手にはスポンサーから賞金が出ることになっていた（ただし、当てることができた人間はいなかった）。なお、塀の外側には東京湾が広がっていた。
右翼の塀の外側には、球場の付属設備として6面のテニスコートと、クラブハウス（兼、日本運動協会合宿所）が設置されており、クラブハウス内には浴室、更衣所、集会所、娯楽室、食堂などが存在した。中でも浴室の存在は、当時のグラウンドで汗を流す設備が付属していたのは慶應義塾大学グラウンドのみだったこともあり、強くアピールされていた。